# Ленинский сельсовет (Мишкинский район)
Ленинский сельсове́т — упразднённая в 2008 году административно-территориальная единица и сельское поселение (тип муниципального образования) в составе Мишкинского района. Почтовый индекс — 452355. Код ОКАТО — 80243840000. Код ИФНС: 0257. Согласно Закону Республики Башкортостан «О границах, статусе и административных центрах муниципальных образований в Республике Башкортостан» от 16 декабря 2004 года имел статус сельского поселения.
В 2008 году объединен с Мишкинским сельсоветом Мишкинского района.

## Состав сельсовета
село Ленинское — административный центр, деревни Восход, Новоключево, Кигазытамаково (приложение 39и)

## История
Закон Республики Башкортостан от 19.11.2008 N 49-з «Об изменениях в административно-территориальном устройстве Республики Башкортостан в связи с объединением отдельных сельсоветов и передачей населённых пунктов» гласил:

 "Внести следующие изменения в административно-территориальное устройство Республики Башкортостан:
35) по Мишкинскому району:
в) объединить Мишкинский и Ленинский сельсоветы с сохранением наименования «Мишкинский» с административным центром в селе Мишкино.
Включить село Ленинское, деревни Восход, Кигазытамаково, Новоключево Ленинского сельсовета в состав Мишкинского сельсовета.
Утвердить границы Мишкинского сельсовета согласно представленной схематической карте.
Исключить из учетных данных Ленинский сельсовет;

## Географическое положение
На 2008 год Ленинский сельсовет граничил с Бирским районом, муниципальными образованиями: Акбулатовский сельсовет, Большешадинский сельсовет, Ирсаевский сельсовет, Кайраковский сельсовет, Мишкинский сельсовет, Чебыковский сельсовет («Закон Республики Башкортостан от 17.12.2004 N 126-з „О границах, статусе и административных центрах муниципальных образований в Республике Башкортостан“»).